# Железнодорожный район (Красноярск)
Железнодорожный район — один из районов Красноярска, расположенный на левом берегу реки Енисея.

## География

Колонна с символом Красноярска — львом с лопатой (расположена на привокзальной площади железнодорожной станции «Красноярск-Пассажирский».)

Железнодорожный район города Красноярска распростёрт от железнодорожного моста через Енисей в западном направлении. Район расположен выше места основания города, находившегося в районе впадения в Енисей реки Качи. С этой стороны район граничит с Центральным районом, с противоположной стороны — с Октябрьским.

## Население
| 1970    | 1979    | 1989    | 2002    | 2009     | 2010    | 2013    |
| ------- | ------- | ------- | ------- | -------- | ------- | ------- |
| 67 680  | ↗84 159 | ↗96 104 | ↘90 004 | ↗90 580  | ↗93 529 | ↗96 598 |
| 2014    | 2015    | 2016    | 2017    | 2021     |         |         |
| ↗96 872 | ↘96 509 | ↘95 577 | ↘94 946 | ↗100 946 |         |         |

## На территории района расположены

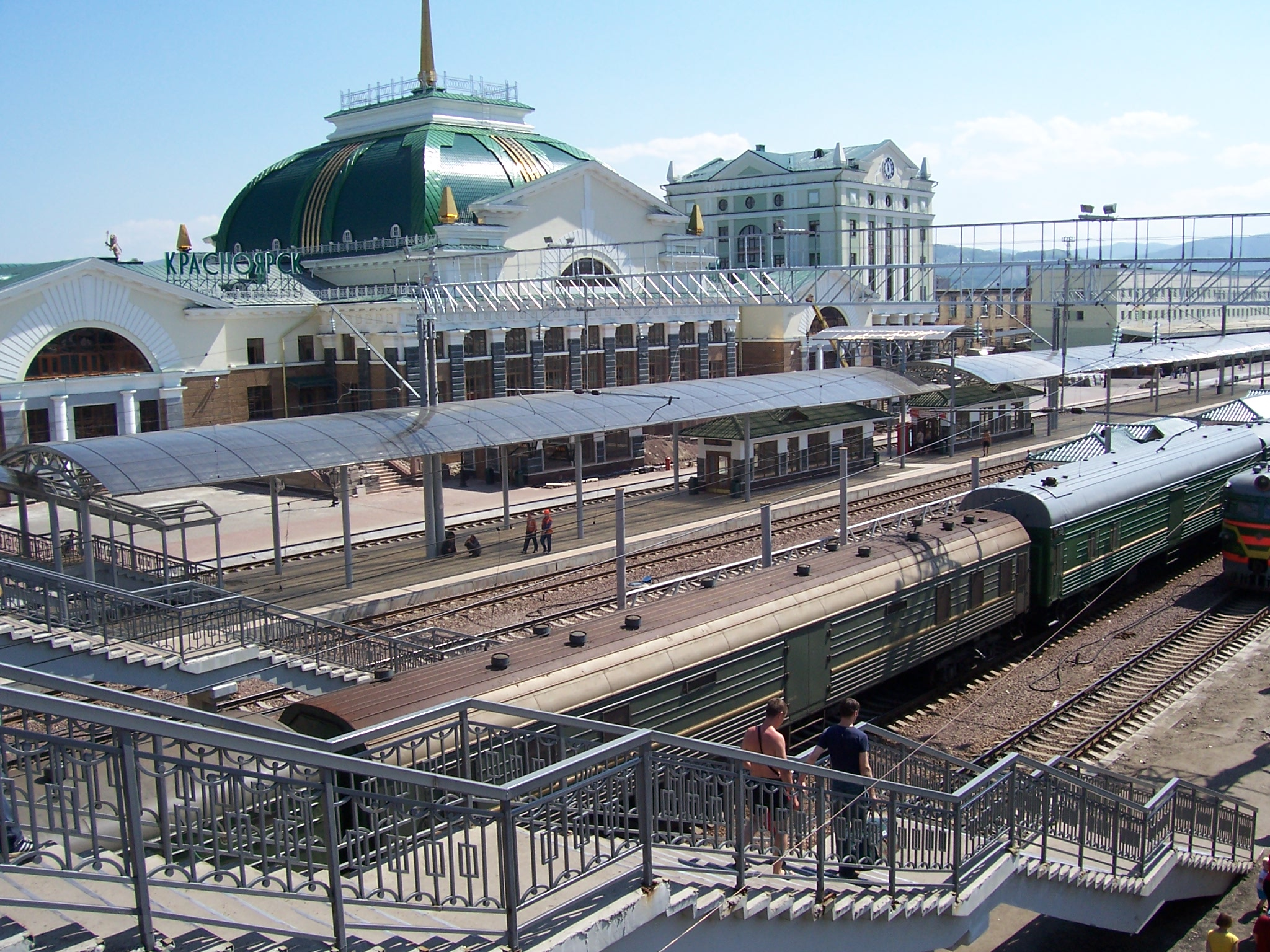
Железнодорожный вокзал в Красноярске

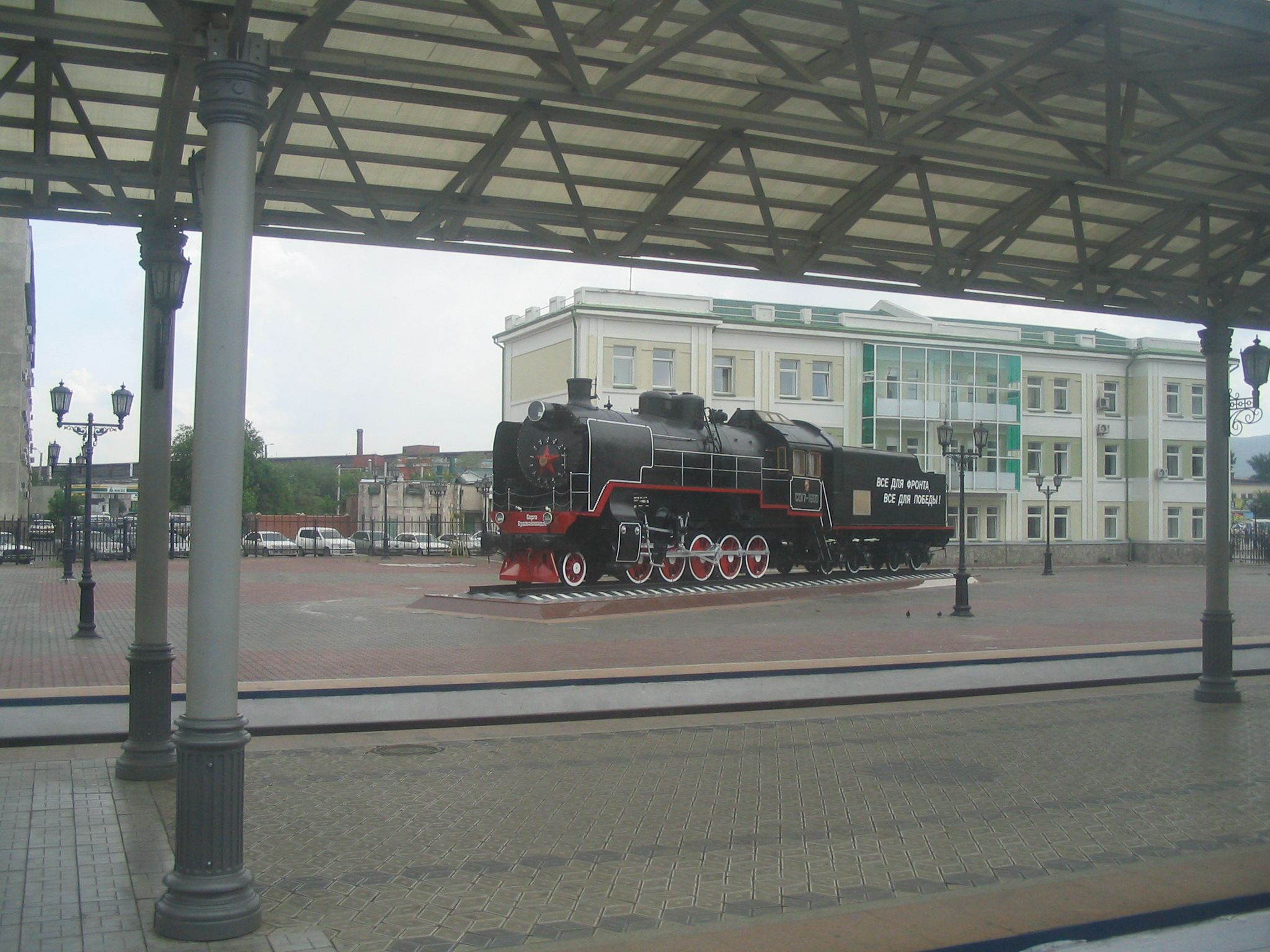
Паровоз-памятник на вокзале в Красноярске

станция Красноярск-Пассажирский и железнодорожный вокзал, 
16 промышленных предприятий,
11 строительных организаций,
14 предприятий транспорта,
семь автозаправочных станций,
четыре проектных и научных учреждения,
два высших учебных заведения,
два средних специальных,
три профтехучилища,
10 общеобразовательных школ,
20 дошкольных учреждений,
22 медицинских учреждения,
17 учреждений культуры,
24 сквера и парка,
три плавательных бассейна,
два стадиона,
44 спортивных зала,
287 магазинов,
76 предприятий общественного питания,
45 предприятий бытового обслуживания,
два пенитенциарных учреждения.